# Liste der Kulturdenkmale in Niederottendorf
Die Liste der Kulturdenkmale in Niederottendorf enthält die in der amtlichen Denkmalliste des Landesamtes für Denkmalpflege Sachsen ausgewiesenen Kulturdenkmale im Ortsteil Niederottendorf der Stadt Neustadt in Sachsen.

## Legende
- Bild: Bild des Kulturdenkmals, ggf. zusätzlich mit einem Link zu weiteren Fotos des Kulturdenkmals im Medienarchiv Wikimedia Commons. Wenn man auf das Kamerasymbol klickt, können Fotos zu Kulturdenkmalen aus dieser Liste hochgeladen werden:
- Bezeichnung: Denkmalgeschützte Objekte und ggf. Bauwerksname des Kulturdenkmals
- Lage: Straßenname und Hausnummer oder Flurstücknummer des Kulturdenkmals. Die Grundsortierung der Liste erfolgt nach dieser Adresse. Der Link (Karte) führt zu verschiedenen Kartendiensten mit der Position des Kulturdenkmals. Fehlt dieser Link, wurden die Koordinaten noch nicht eingetragen. Sind diese bekannt, können sie über ein Tool mit einer Kartenansicht einfach nachgetragen werden. In dieser Kartenansicht sind Kulturdenkmale ohne Koordinaten mit einem roten bzw. orangen Marker dargestellt und können durch Verschieben auf die richtige Position in der Karte mit Koordinaten versehen werden. Kulturdenkmale ohne Bild sind an einem blauen bzw. roten Marker erkennbar.
- Datierung: Baubeginn, Fertigstellung, Datum der Erstnennung oder grobe zeitliche Einordnung entsprechend des Eintrags in der sächsischen Denkmaldatenbank
- Beschreibung: Kurzcharakteristik des Kulturdenkmals entsprechend des Eintrags in der sächsischen Denkmaldatenbank, ggf. ergänzt durch die dort nur selten veröffentlichten Erfassungstexte oder zusätzliche Informationen
- ID: Vom Landesamt für Denkmalpflege Sachsen vergebene, das Kulturdenkmal eindeutig identifizierende Objekt-Nummer. Der Link führt zum PDF-Denkmaldokument des Landesamtes für Denkmalpflege Sachsen. Bei ehemaligen Kulturdenkmalen können die Objektnummern unbekannt sein und deshalb fehlen bzw. die Links von aus der Datenbank entfernten Objektnummern ins Leere führen. Ein ggf. vorhandenes Icon  führt zu den Angaben des Kulturdenkmals bei Wikidata.

## Niederottendorf
| Bild                                    | Bezeichnung                                                                          | Lage                                     | Datierung                        | Beschreibung | ID       |
| --------------------------------------- | ------------------------------------------------------------------------------------ | ---------------------------------------- | -------------------------------- | --- | -------- |
| Direkt Bild zu diesem Denkmal hochladen | Wohnstallhaus                                                                        | Bischofswerdaer Straße 177 (Karte)       | 2. Hälfte 19. Jh.                | Obergeschoss Fachwerk, Giebel verbrettert, spätes Zeugnis der ländlichen Holzbauweise, baugeschichtlich von Bedeutung. Fenster in originaler Größe, Schieferdeckung, mit integrierter Scheune. | 09253851 |
| Direkt Bild zu diesem Denkmal hochladen | Wohnstallhaus                                                                        | Bischofswerdaer Straße 191 (Karte)       | 1. Hälfte 19. Jh.                | Obergeschoss Fachwerk, baugeschichtlich von Bedeutung. Fenster Obergeschoss in originaler Größe, Giebel verbrettert, mit alten Gewänden im Erdgeschoss. | 09253849 |
| Direkt Bild zu diesem Denkmal hochladen | Wohnstallhaus                                                                        | Bischofswerdaer Straße 203 (Karte)       | Kern 18. Jh.                     | Obergeschoss Fachwerk verbrettert, baugeschichtlich von Bedeutung. Fenster Obergeschoss in originaler Größe, Fachwerk verbrettert, Erdgeschoss mit Originalgewänden, Bestandteil der alten Auenbebauung. | 09253847 |
| Direkt Bild zu diesem Denkmal hochladen | Wohnstallhaus                                                                        | Bischofswerdaer Straße 207 (Karte)       | um 1800                          | Obergeschoss Fachwerk, zum Teil verbrettert, baugeschichtlich von Bedeutung. Fenstergrößen unverändert, Schieferdeckung, Fachwerk teilweise verbrettert, Giebel ornamental verschiefert (Wetterfahne), Winterfenster, Erdgeschoss mit alten Gewänden, Feldsteinmauerwerk. | 09253848 |
| Direkt Bild zu diesem Denkmal hochladen | Wohnstallhaus eines Bauernhofes                                                      | Bischofswerdaer Straße 230 (Karte)       | 1. Hälfte 19. Jh.                | Obergeschoss Fachwerk, Giebel verschiefert, baugeschichtlich von Bedeutung. Giebel ornamental verschiefert, Erdgeschoss Sandsteinfenster- und -türgewände, Türen mit korbbogigem Sturz. Eines der wenigen relativ unverändert erhaltenen Wohnstallhäuser der großen Waldhufenhöfe im Dorf. | 09253852 |
| Direkt Bild zu diesem Denkmal hochladen | Wohnstallhaus und Scheune eines Zweiseithofes                                        | Bischofswerdaer Straße 232 (Karte)       | Türsturz bez. 1849               | beide Gebäude Obergeschoss Fachwerk verbrettert, baugeschichtlich und wirtschaftsgeschichtlich von Bedeutung. Wohnstallhaus: Giebel verkleidet, seitlich verbrettert, Sandsteingewände (3) erhalten, Fenstergrößen erhalten, Biberschwanzdeckung, Türsturz Wohnhaus und Unterzug Scheune bezeichnet: 18 AG 49, Scheune: Erdgeschoss massiv, Obergeschoss Fachwerk, verbrettert, durchweg gut erhaltener kleiner Waldhufenhof. | 09253853 |
|                                         | Spritzenhaus                                                                         | Bischofswerdaer Straße 239 (bei) (Karte) | bez. 1831                        | ortsgeschichtlich von Bedeutung. Biberschwanzdeckung. | 09253904 |
| Weitere Bilder                          | Wohnstallhaus (Umgebinde) mit Vorlaube                                               | Bischofswerdaer Straße 251 (Karte)       | Türstock bez. 1856, Kern älter   | 1946 im Heimatstil gestaltet, Obergeschoss aufwändiges Fachwerk (Andreaskreuze), Blockstube, baugeschichtlich, hausgeschichtlich und straßenbildprägend von Bedeutung. Umgebinde rechts 2/2 Joche, Biberschwanzdeckung, Erdgeschoss Sandsteintür- und Fenstergewände. | 09253883 |
| Direkt Bild zu diesem Denkmal hochladen | Wohnstallhaus (Umgebinde) und Scheune eines Zweiseithofes, dazu Sandsteintrog im Hof | Bischofswerdaer Straße 252 (Karte)       | Türsturz bez. 1850, Kern 18. Jh. | Wohnstallhaus Obergeschoss Fachwerk verbrettert, Scheune Obergeschoss teils Fachwerk verbrettert, baugeschichtlich, hausgeschichtlich und wirtschaftsgeschichtlich von Bedeutung. Ursprüngliche Einrichtung aus dem 18. und beginnenden 19. Jh. erhalten, Umgebinde links 2/3 Joche, zum Teil glasierte Biberschwanzdeckung, Fenstergrößen und -sprossung erhalten, Blockstube, Fachwerk verbrettert, Scheune: Erdgeschoss massiv (Sandstein), Obergeschoss zum Teil Fachwerk, verbrettert, eine Seite ornamental verschiefert.                                                                            | 09253854 |
| Direkt Bild zu diesem Denkmal hochladen | Wohnstallhaus und Scheune eines Bauernhofes                                          | Bischofswerdaer Straße 255 (Karte)       | um 1850                          | Wohnstallhaus Obergeschoss Fachwerk, Scheune Obergeschoss Fachwerk, ornamental verschiefert, baugeschichtlich von Bedeutung. Biberschwanzdeckung, Giebelseiten verkleidet, große Scheune: Obergeschoss Fachwerk, ornamental verschiefert, im straßenseitigen Giebel Palladio-Motiv. | 09253882 |
| Weitere Bilder                          | Sägegatter einer Mühle/Sägewerk                                                      | Bischofswerdaer Straße 262 (Karte)       | 1906                             | Müller-Mühle Niederottendorf; Sägegatter der Firma Lein, Pirna, im Nebengebäude – technikgeschichtlich von Bedeutung. | 09301716 |
|                                         | Gasthof mit Saalanbau                                                                | Bischofswerdaer Straße 267 (Karte)       | Ende 19. Jh.                     | Gasthof zum Erbgericht Niederottendorf; Putzbau mit übergiebeltem Mittelrisalit und Drempel, Satteldach, baugeschichtlich und ortsgeschichtlich von Bedeutung. Großer, zweigeschossiger Bau auf Hakengrundriss, mit Saalanbau, Satteldach, Drempel, elf zu vier Achsen, flacher, gegiebelter Mittelrisalit, sparsame Putzgliederung, Bauschmuck nur im Risalit (Dreiecksgiebel). | 09253861 |
| Direkt Bild zu diesem Denkmal hochladen | Ausgedinge                                                                           | Bischofswerdaer Straße 275 (Karte)       | um 1850                          | Obergeschoss Fachwerk verbrettert, baugeschichtlich und sozialgeschichtlich von Bedeutung. Fenster gesprosst und in originaler Größe, Biberschwanzdeckung, rundum (auch Erdgeschoss) verbrettert, altes Foto erhalten. | 09253880 |
| Direkt Bild zu diesem Denkmal hochladen | Wohnstallhaus und Scheune eines Zweiseithofes, mit Einfriedung                       | Bischofswerdaer Straße 281 (Karte)       | Tafel bez. 1892                  | Wohnstallhaus Putzbau mit schlichter Gliederung, Drillingsfenster, darüber Zwillingsfenster im straßenseitigen Giebel, Scheune Obergeschoss Fachwerk, schmiedeeiserner Zaun zur Straße, baugeschichtlich und wirtschaftsgeschichtlich von Bedeutung. Wohnstallhaus massiv, zweigeschossig, Drillingsfenster, darüber Zwillingsfenster im straßenseitigen Giebel, Sandsteingewände, Putzgliederung, Scheune: Obergeschoss Fachwerk, großes Tor, Schieferdeckung, Tafel: „No. 95 Emil Gustav Reinhardt. Abgebrannt durch Frevlershand. – am 3. Sept. 1892. Gott vertraut und aufgebaut am 15. October 1892“. | 09253741 |
| Direkt Bild zu diesem Denkmal hochladen | Wohnstallhaus                                                                        | Bischofswerdaer Straße 283 (Karte)       | wahrsch. 18. Jh. (Wohnstallhaus) | Obergeschoss Fachwerk, zum Teil ornamental verschiefert, baugeschichtlich von Bedeutung. Unter Putz Bruchstein, womöglich auch Umgebinde, zum Teil (ornamental) verschiefert, Fenstergrößen und -sprossung erhalten, Winterfenster zum Teil. | 09253878 |
| Direkt Bild zu diesem Denkmal hochladen | Wohnstallhaus                                                                        | Gängel 4 (Karte)                         | Ende 18. Jh.                     | Obergeschoss Fachwerk, baugeschichtlich von Bedeutung. Fenstergrößen und -sprossung weitgehend erhalten, Biberschwanzdeckung, Giebel verkleidet, Erdgeschoss Sandsteintür- und -fenstergewände, Stalltür korbbogig. | 09253884 |
|                                         | Wohnstallhaus                                                                        | Im Winkel 2 (Karte)                      | 2. Hälfte 19. Jh.                | Obergeschoss Fachwerk, zum Teil ornamental verschiefert, baugeschichtlich von Bedeutung. Fenster Obergeschoss gesprosst und in originaler Größe, Erdgeschoss verändert, Biberschwanzdeckung, Verschieferung, zum Teil ornamental. | 09253844 |
|                                         | Wohnstallhaus und Scheune eines Zweiseithofes                                        | Im Winkel 3 (Karte)                      | Kern 18. Jh.                     | Wohnstallhaus Obergeschoss Fachwerk, Giebel verbrettert, Scheune verbrettert Holzkonstruktion, baugeschichtlich und wirtschaftsgeschichtlich von Bedeutung. Wohnstallhaus: Obergeschoss Fachwerk, Gefache ausgeputzt, Giebelseite verbrettert, Erdgeschoss: Fenster und Türen Sandsteingewände, altes Türblatt, Scheune: Holzkonstruktion, mit Durchfahrt. | 09253845 |
| Direkt Bild zu diesem Denkmal hochladen | Wohnstallhaus                                                                        | Mühlenweg 15 (Karte)                     | um 1850                          | Obergeschoss Fachwerk verbrettert, baugeschichtlich von Bedeutung. Rundum verbrettert, abgewalmtes Satteldach, Fenstergrößen und -sprossung im Obergeschoss erhalten, Biberschwanzdeckung, Erdgeschoss verändert. | 09253855 |
| Direkt Bild zu diesem Denkmal hochladen | Forsthaus Klunker                                                                    | Valter 14 (Karte)                        | Türstock bez. 1840               | Obergeschoss Fachwerk verbrettert, baugeschichtlich und ortsgeschichtlich von Bedeutung. Fenstergrößen durchweg erhalten, Biberschwanzdeckung, Erdgeschoss Hausteingewände. | 09253958 |